# Retorn a l'infern (pel·lícula de 2001)
Retorn a l'infern (títol original: Going Back) és un telefilm canadenc dirigit per Sidney J. Furie i difós el 2001. Ha estat doblada al català

## Argument
Trenta anys després, una periodista, Kathleen, torna al lloc dels combats dels veterans del Vietnam: una confrontació dolorosa amb la realitat, malgrat el temps passat, sobretot per certes ferides no tancades. El treball de Kathleen dona així un gir inesperat quan descobreix que el Capità Ramsey va ser acusat de transmetre una informació errònia per a un bombardeig, el resultat del qual va ser la mort dels seus propis homes. Es decideix llavors a investigar els fets i a poc a poc va descobrint la veritat, fins a arribar a aquell fatídic dia...

## Repartiment
- Casper Van Dien: Capità Ramsey
- Jaimz Woolvett: Tex
- Bobby Hosea: Ray
- Joseph Griffin: Red Fuentes
- Kenny Johnson: Jimmy Joe
- Carré Otis: Kathleen
- Daniel Kash: Eric
- Martin Kove: pare Brazinski
- Austin Farwell: Doc Jordan
- Jason Blicker: Fred
- Jim Morse: Gunny Bailey
- Deborah Zoe: Irene
- Pablo Espinosa: Chico